# Joachim Otto von Bassewitz
Joachim Otto von Bassewitz (ur. 8 lutego 1686, zm. 10 marca 1733) – królewsko-polski i elektorsko-saski szambelan, holsztyński tajny radca, zarządca Bordesholmu, Kilonii i Neumünster.
Wywodził się z meklemburskiego rodu szlacheckiego Bassewitzów. Został królewsko-polskim i elektorsko-saskim szambelanem. Książę holsztyński Karol Fryderyk mianował go tajnym radcą. Został odznaczony Orderem Aleksandra Newskiego.